# Neoplocaederus pedestris
Neoplocaederus pedestris es una especie de escarabajo longicornio del género Neoplocaederus, tribu Cerambycini, subfamilia Cerambycinae. Fue descrita científicamente por White en 1853.

## Descripción
Mide 22-32 milímetros de longitud.

## Distribución
Se distribuye por India, Birmania y Pakistán.